# Alexandre Boussageon
Alexandre Boussageon, né le 15 novembre 1954 à Saint-Mandé et mort le 28 juillet 2017 à Paris, est un journaliste et écrivain français.
Ancien rédacteur en chef au Nouvel Observateur, il a créé et animé pendant plusieurs années avec David Abiker l'émission quotidienne Blogs à part sur France Inter.

## Biographie
Né le 15 novembre 1954 en région parisienne, ancien élève du lycée Lakanal, Alexandre Boussageon a commencé sa carrière de journaliste à Témoignage chrétien en 1980 avant de participer avec Jean-François Kahn à la fondation de L'Événement du jeudi en novembre 1984. Il quitte ce titre en 1996 puis collabore comme grand reporter free lance à plusieurs magazines, notamment Géo et Terre Sauvage. En 1997 il rejoint la rédaction du Nouvel Économiste où il assure la couverture de l'actualité internationale comme grand reporter. 
En septembre 2001 il entre au Nouvel Observateur. Il crée en 2007 les sites teleobs.com puis cineobs.com. En 2014, il prend sa retraite.
Il meurt le 28 juillet 2017 .

## Œuvres
Alexandre Boussageon est l'auteur de :
- Joseph Kessel, écrivain de l'aventure, éditions Paulsen, 2015  (ISBN 978-2-916552-68-2) (collection Beaux livres)
- Porté disparu - L'Étrange Destin de Joshua Slocum, éditions Paulsen, 2016  (ISBN 978-2-916552-80-4) (collection Terra Nova)